# Izabelin (B i C)

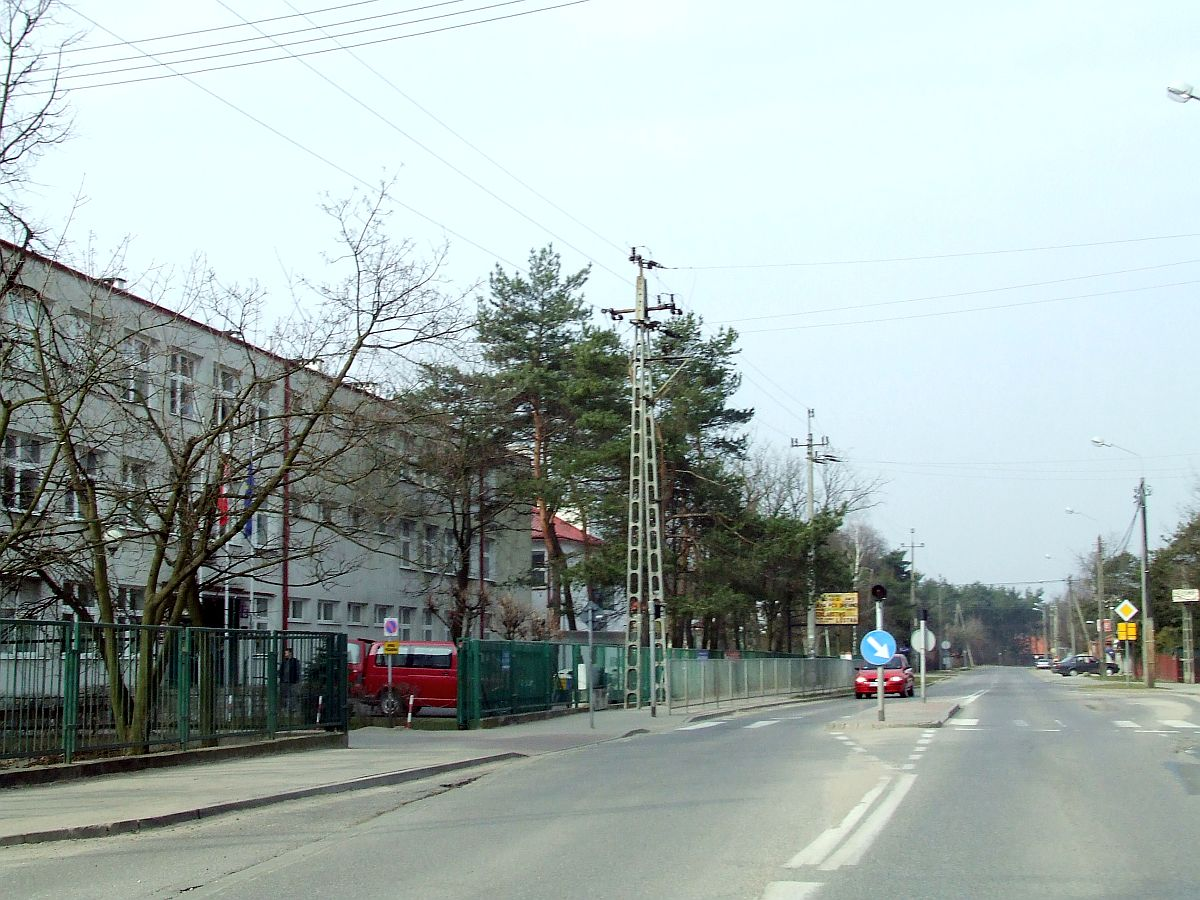
Szkoła w Izabelinie

Izabelin – nieformalna nazwa odnosząca się łącznie do dwóch sąsiadujących ze sobą wsi Izabelina B i Izabelina C leżących w województwie mazowieckim, w powiecie warszawskim zachodnim, na wschodnim krańcu Puszczy Kampinoskiej w gminie Izabelin (Izabelin C jest siedzibą gminy). Znajduje się tu dyrekcja Kampinoskiego Parku Narodowego. Miejscowości mają charakter letniskowo-mieszkalny.
W latach 1975–1998 miejscowości administracyjnie należały do województwa warszawskiego.

## Historia
Izabelin powstał w latach 20. XX w. Od samego początku była to miejscowość letniskowa dla oficerów zawodowych i rzemieślników z Warszawy. Nazwa Izabelin wywodzi się od imienia właścicielki okolicznych lasów Izabeli Zielińskiej. Następował bardzo szybki rozwój osady i jako pierwsze osiedle w Puszczy Kampinoskiej otrzymało status miejscowości. Pod koniec lat 20. XX w. otwarto prywatne połączenie autobusowe z Warszawą. Trasa autobusu zaczynała się na rogu ulic Okopowej i Powązkowskiej w Warszawie, następnie przebiegała ul. Księżycową do Gać. Jeszcze przed wojną w 1938 r. otwarto szkołę elementarną. Podczas wojny obronnej 1939 r. w Izabelinie 14 Pułk Ułanów Jazłowieckich przeprowadził kontratak na zgrupowane niemieckie oddziały pancerne. 17 stycznia 1945 r. na teren Izabelina wkroczył 4 pułk piechoty pod dowództwem ppłk. Mieczysława Melenasa.
W 1949 r. w Izabelinie zmarła literatka Maria Komornicka. W 1951 r. erygowano parafię w Izabelinie-Laskach, a w 1972 r. wybudowano nowy budynek szkolny. 30 grudnia 1994 na mocy decyzji Rady Ministrów północna część gminy Stare Babice została przekształcona w gminę Izabelin.
Działa tu ochotnicza straż pożarna, przychodnia lekarska, bank PKO BP w urzędzie gminy.

## Transport
Miejscowość położona jest ok. 18 km od centrum Warszawy, w kierunku północno-zachodnim. Izabelin ze stolicą (pętla Metro Młociny) połączony jest autobusami linii 210 obsługiwanej przez ZTM Warszawa, która kursuje przez ul. 3 Maja. Część kursów tej linii jednak jedzie także przez ul. Sierakowską, do Sierakowa, zaś kursy poranne i popołudniowe dodatkowo przejeżdżają przez Hornówek. Przez wieś kursują także autobusy weekendowej linii nocnej N58 (o tej samej trasie, co 210) oraz autobusy linii lokalnych 97 i 98.

## Szkoła w Izabelinie
W Izabelinie szkoła podstawowa znajduje się w dwóch budynkach.  Klasy 1-3 szkoły podstawowej znajdują się w budynku na ul. Wojska Polskiego natomiast 4-6 przy ulicy 3 Maja.

## Wspólnoty wyznaniowe
- Parafia św. Franciszka z Asyżu w Izabelinie
- Świadkowie Jehowy: Zbór Izabelin[2]